# Je souhaite
Je souhaite (Je souhaite) est le 21e épisode de la saison 7 de la série télévisée X-Files. Dans cet épisode, Mulder et Scully font la rencontre d'un génie qui permet d’exaucer trois souhaits à la personne qui le libère.
Première réalisation du scénariste Vince Gilligan, l'épisode, dont l'histoire était au départ censée être beaucoup plus sombre avant de prendre un ton humoristique dans sa version finale, fait appel à plusieurs effets spéciaux élaborés. Il a été globalement bien accueilli par la critique.

## Résumé
À Saint-Louis, dans le Missouri, Anson Stokes, employé sur un site d'entreposage libre-service, trouve une femme enroulée dans un tapis. Lorsque Jay Gilmore, son patron, vient lui faire des remontrances sur son travail, sa bouche disparait. Gilmore, à qui on a dû faire une nouvelle bouche par chirurgie, s'adresse à Mulder et Scully pour obtenir réparation, accusant Stokes d'être responsable de son état. Mulder et Scully se rendent au domicile de Stokes, devant lequel se trouve un yacht flambant neuf. Anson se cache, laissant à son frère paraplégique Leslie le soin d'éconduire les deux agents. Mulder et Scully aperçoivent toutefois la femme qu'Anson a trouvé dans le tapis et, en inspectant le box qu'il devait nettoyer, trouvent un tableau ancien représentant cette femme.
Celle-ci est en fait un génie qui a déjà exaucé deux des trois vœux qu'elle a accordé à Anson pour l'avoir libérée. Anson a d'abord souhaité que son patron « ferme sa gueule », puis d'avoir un bateau, qui ne lui sert à rien sans eau autour et dont il ne peut pas payer les taxes. Le dernier souhait d'Anson est de devenir invisible à volonté. Anson éprouve toutefois des difficultés à s'adapter à cet état et se fait écraser par un camion. Scully pratique l'autopsie du corps invisible en le couvrant d'une poudre jaune, alors que Mulder découvre que le propriétaire du box est devenu subitement très riche avant de mourir d'une crise de priapisme aiguë. Persuadé que la femme qu'il a vu est un génie, Mulder enquête à la banque d'images des Archives nationales et trouve des images d'elle auprès de Benito Mussolini et Richard Nixon.
Pendant ce temps, Leslie a pris possession du génie. Son premier souhait est que son frère revienne à la vie, et Anson lui est ramené muet et dans un état de décomposition avancé. Scully, qui avait convié des scientifiques à admirer sa découverte, constate avec consternation que le corps d'Anson a disparu. Le deuxième vœu de Leslie est que son frère retrouve l'usage de la parole, mais Anson ne fait alors que hurler et se plaindre d'avoir froid. Alors que Mulder et Scully arrivent devant chez les Stokes, la maison explose en raison des efforts d'Anson pour se réchauffer. Mulder et Scully récupèrent le tapis, et le génie qui est à l'intérieur.
Les deux agents interrogent le génie, qui affirme avoir 500 ans et se plaint que les gens fassent tout le temps des souhaits cupides et mal formulés. Elle informe aussi Mulder qu'il a droit à trois vœux. Mulder souhaite la paix sur Terre, et le génie fait alors disparaitre toute la population, excepté eux deux, de la surface du globe, affirmant que c'était le seul moyen de réaliser son vœu. Mulder utilise donc son deuxième souhait pour annuler le premier. Il entreprend de rédiger par écrit son dernier vœu avec des termes très précis mais Scully lui fait prendre conscience qu'il ne peut pas bâtir un monde parfait d'un simple vœu. Mulder utilise alors son dernier souhait pour libérer le génie de sa condition, comme elle en avait exprimé plus tôt le désir.

## Distribution
- David Duchovny : Fox Mulder
- Gillian Anderson : Dana Scully
- Mitch Pileggi : Walter Skinner
- Paula Sorge : Jenn
- Will Sasso : Leslie Stokes
- Kevin Weisman : Anson Stokes
- Paul Hayes : Jay Gilmore

## Production

### Écriture et tournage
Le scénariste Vince Gilligan, dont c'est la première réalisation, affirme qu'il avait depuis longtemps l'intention de passer derrière la caméra. Il apprend peu à peu les ficelles du métier de réalisateur durant ses quatre ans et demi d'expérience sur la série. Alors que la septième saison touche à sa fin et que la rumeur circule que cela pourrait être la dernière de la série, Gilligan décide de se lancer. Après avoir obtenu l'autorisation de Chris Carter, il écrit un premier script « dur et effrayant » ayant comme cadre un entrepôt de stockage mais décide à l'approche de l'échéance d'écrire une histoire plus humoristique. Carter raconte que Gilligan a longtemps cherché ce que les personnages pourraient trouver dans cet entrepôt avant de venir un jour avec l'idée d'un génie exauçant trois souhaits. Carter est séduit d'emblée par l'aspect de la relation entre Mulder et le génie.
Gilligan écrit le personnage du génie en ayant à l'esprit Janeane Garofalo pour l'incarner mais l'actrice n'est pas disponible. Le casting pour trouver l'actrice parfaite pour le rôle prend beaucoup de temps, jusqu'à ce que Paula Sarge auditionne et donne au personnage le côté « las du monde et madame je-sais-tout » demandé tout en apportant au personnage plus de tendresse et d'humour. Toutefois, Gilligan doit abandonner son idée de donner au génie des doubles pupilles comme signe caractéristique car il ne reste plus assez de temps pour les fabriquer. À la place, Paula Sorge porte des lentilles de contact d'un bleu très vif et une perle bleue au coin de l'œil droit.
Après avoir terminé l'écriture du scénario, Gilligan se rend compte que l'épisode va être très difficile à réaliser en raison du nombre important d'effets spéciaux concernant les souhaits. Pendant les semaines qui précèdent le tournage, il est dans un état de nervosité extrême qui lui cause des accès de diarrhée. Pendant le tournage, toute l'équipe aide le réalisateur débutant à se sentir plus à l'aise, et l'environnement de travail est aménagé afin qu'il subisse le moins de stress possible.

### Effets spéciaux
La scène où Scully applique une poudre jaune sur le corps invisible fait appel à différents techniques numériques. Un moulage bleu de la tête de Kevin Weisman, sur lequel Gillian Anderson ajoute la poudre, est d'abord utilisé. La technique du match moving, avec Gillian Anderson essayant de reproduire exactement les mêmes mouvements dans le vide, est ensuite mise en œuvre afin de créer l'illusion d'une seule scène. Finalement, plusieurs gros plans du moulage sont tournés et la couleur bleue est enlevée par incrustation.
Les images du génie auprès de Mussolini et Nixon sont créées en modifiant des images d'actualités historiques. L'image d'une personne se trouvant aux côtés de ces personnalités est d'abord enlevée du carton de montage. Paula Sarge est ensuite filmée devant un fond bleu et ce plan est « vieilli » afin de parfaitement s'adapter à l'image initiale, puis les deux scènes sont combinées.
Pour la scène où Mulder marche dans une ville vidée de tous ses habitants, la circulation est coupée très tôt un dimanche matin dans huit blocks du centre-ville de Los Angeles. L'image d'un sans-abri apparaissant sur la meilleure prise réalisée est ensuite numériquement supprimée.

## Accueil

### Audiences
Lors de sa première diffusion aux États-Unis, l'épisode réalise un score de 8,2 sur l'échelle de Nielsen, avec 13 % de parts de marché, et est regardé par 12,79 millions de téléspectateurs. La promotion télévisée de l'épisode est réalisée avec le slogan « Be careful what you wish for. Tonight, meet a genie with unlimited power... and a very bad attitude » (en français « Soyez prudents avec ce que vous souhaitez. Ce soir, venez à la rencontre d'un génie au pouvoir sans limites... et qui se conduit très mal »).

### Accueil critique
L'épisode a reçu un accueil globalement favorable de la critique. Rob Bricken, du site Topless Robot, le classe à la 2e place des épisodes les plus drôles de toute la série. Pour Todd VanDerWerff, de The A.V. Club, qui lui donne la note de A-, l'épisode possède « une chaleur et une tendresse » que la série ne retrouvera plus par la suite et, malgré ses faiblesses scénaristiques, il demeure très amusant et traite avec malice « de la faiblesse humaine et du pouvoir de l'espoir ». Dans leur livre sur la série, Robert Shearman et Lars Pearson lui donnent la note de 5/5, notant qu'il aurait été « approprié » qu'il soit le dernier standalone de la série, et qu'il marque la fin d'une ère avec sa « parfaite note de félicité que la série ne sera plus jamais capable de retrouver ».
Pour Rich Rosell, du site Digitally Obsessed, qui lui donne la note de 5/5, l'épisode est un « classique » de la série et il était impossible qu'il en soit autrement avec Vince Gilligan à l'écriture et à la réalisation. Le site Le Monde des Avengers évoque une « prouesse étonnante de drôlerie et de fantaisie » dans laquelle Vince Gilligan ressuscite « l'émerveillement des grandes comédies du Hollywood de l'Âge d'or où humour pétillant et Fantastique léger donnaient lieu à des fables irrésistibles ».
Plus mitigée, Paula Vitaris, de Cinefantastique, lui donne la note de 2,5/4, mettant en avant l'interprétation de Paula Sarge et son « merveilleux humour noir » mais estimant que l'épisode « aurait mieux fonctionné » s'il avait consacré plus de temps aux interactions entre Mulder, Scully et Jenn. Dans une critique négative, Kenneth Silber, du site space.com, estime que l'épisode « procure quelques éclats de rire mais peu de tension dramatique et aucune substance intellectuelle ».